# Токсово
Токсово (рос. Токсово) — міське селище у Всеволожському районі Ленінградської області Російської Федерації.
Населення становить 5499 осіб. Належить до муніципального утворення Токсовське міське поселення.

## Історія
Від 1 серпня 1927 року належить до Ленінградської області.

## Населення
| 1935  | 1939  | 1959  | 1970  | 1979  | 1989  | 1997  |
| ----- | ----- | ----- | ----- | ----- | ----- | ----- |
| 1167  | ↗2703 | ↗6950 | ↗7616 | ↘6260 | ↘5699 | ↘5500 |
| 2002  | 2006  | 2007  | 2009  | 2010  | 2012  | 2013  |
| ↗5893 | ↘5500 | →5500 | ↘5450 | ↗6127 | ↗6142 | ↘5976 |
| 2014  | 2015  | 2016  | 2017  | 2018  | 2019  | 2020  |
| ↘5849 | ↘5677 | ↘5644 | ↘5616 | ↘5545 | ↗5620 | ↘5499 |